# 安保寿十
安保 寿十（あんぼ かずと、6月29日生まれ）は、日本の漫画家・イラストレーター・キャラクターデザイナー。

## 作品

### コミック

#### マジキュー4コマ
- Fate/Zero 四コマ聖杯戦争 1巻（エンターブレイン）
- 真・恋姫†無双 〜萌将伝〜 1〜7巻（エンターブレイン）
- 真・恋姫†無双 9巻（エンターブレイン）
- 処女はお姉さまに恋してる〜2人のエルダー〜 1〜3巻（エンターブレイン）
- アマガミ 1〜2巻（エンターブレイン）
- ましろ色シンフォニー 1巻（エンターブレイン）
- プリンセスラバー! 1〜3巻（エンターブレイン）
- 祝福のカンパネラ 1〜2巻（エンターブレイン）
- 俺たちに翼はない 1〜2巻（エンターブレイン）
- キミキスLips 1巻（エンターブレイン）

#### その他
- 真・恋姫†無双 〜萌将伝〜 七（アース・スター エンターテイメント）
- マンガ 本当にあった宇宙人のヒミツ（青空出版）
- フルカラー印刷 OZプリント（スタジオオズ）
- 中二病取扱説明書コミック（コトブキヤ）
- クリムゾン・エンパイア公式アンソロジー（QuinRose）
- クローバーの国のアリス公式アンソロジー（QuinRose）
- ハートの国のアリス公式アンソロジー（QuinRose）
- アラビアンズ・ロスト公式アンソロジー（QuinRose）

### イラスト・キャラクターデザイン
- キャラクターソング＆ドラマＣＤ 神出鬼没あんどろいだー（Rameru&RecordsBooster）
- オンラインカードバトル Grave†Cross（ラゼスト）
- 東日本大震災チャリティ本 春色〜ハルイロ〜（TINAMI）
- 本格野球シミュレーションゲーム ファイヤースタジアム（エイチーム）
- 近代ファンタジー小説　水と炎(小町亭)
- ミステリージュブナイルアドベンチャーゲーム なつとび（シリカプロジェクト）
- 新感覚アイドルイベント jewelgarden（オフィス・クロスロード）
- 萌え鉄!―鉄道擬人化娘、集結!!（マイウェイ出版）
- てんつなぎパル 2010年07月号（英和出版社）
- 萌え萌えナチス読本（イーグルパブリシング）
- 音声作品 白姫〜椿の間〜(みじんこ）
- 萌え萌え野球拳〜アリスと勝負する？〜（セレナーデ）
- 萌え萌えクトゥルー神話事典（イーグルパブリシング）
- 恋愛指南書 非モテレンアイ（コトブキヤ）
- 萌える!就職読本 アキバ系業界でプロになる!（彩図社）
- 萌図で不思議とわかる中華仙人全書（インフォレスト）
- スポーツむすめ（コトブキヤ）
- 美少女マチウケClip!（エンターブレイン・角川モバイル）
- 三国志〜萌え武将百花繚乱〜（ビデオ出版）
- 萌え萌え防具辞典（イーグルパブリシング）
- テラネッツオンライン スターコインサービス（テラネッツ）
- 萌えさま（アイシェア） - チャレンジエッグ第5回金賞受賞
- 映画 女神戦隊Vレンジャー（ZENピクチャーズ）
- 美少女戦騎ソウルガーディアン（ZENピクチャーズ）

### その他
- 乙女向けソーシャルアプリ Boy'sMakerらぶコミュ（アンビション） - シナリオ・グラフィック
- 女性向け恋愛シミュレーションゲーム 世界一周ラブタビ！（サイバーエージェント） - メインビジュアル・イベントCG
- ナースウィッチ小麦ちゃんマジカルて（JPS・タツノコプロダクション） - 作画
- 魔法の天使クリィミーマミ マジカルステッキUSBメモリ（静電社・ぴえろ） - デフォルメデザイン